# Nərmin Kazımova
Nərmin Nizami qızı Kazımova (beim Weltschachbund FIDE Narmin Kazimova; * 28. Juli 1993 in Naxçıvan) ist eine aserbaidschanische Schachspielerin.

## Erfolge
Seit 2006 nahm sie an mehreren aserbaidschanischen Einzelmeisterschaften der Frauen teil. Sie erreicht hier mehrere zweite und dritte Plätze, konnte diese jedoch noch nicht gewinnen. Für die aserbaidschanische U-16-Nationalmannschaft spielte sie 2008 bei der Olympiade in Mersin am vierten Brett. Für die aserbaidschanische Frauennationalmannschaft spielte sie im selben Jahr bei der Schacholympiade 2008 in Dresden am Reservebrett mit einem ausgeglichenen Ergebnis von vier Punkten aus acht Partien. 2010 gewann sie die U18-Weltmeisterschaft der weiblichen Jugend in Porto Carras. 2009 gewann sie mit der aserbaidschanischen Mannschaft die europäische Mannschaftsmeisterschaft für Schüler U16 in Warna. Im selben Jahr nahm sie für Aserbaidschan an der Mannschaftsweltmeisterschaft U18 der männlichen Jugend in Pardubice am zweiten Brett teil. Bei den Mannschaftseuropameisterschaften 2009 in Iraklio und 2011 in Porto Carras in spielte sie in der Frauenmannschaft jeweils am zweiten Brett.
Die aserbaidschanische Einzelmeisterschaft der Frauen konnte sie 2016 mit zwei Punkten Vorsprung gewinnen.
Vereinsschach spielt sie außerhalb Aserbaidschans in der Türkei für den Antalya Deniz Gençlik Spor Kulübü.
Sie ist verheiratet mit Großmeister Misrətdin İsgəndərov und lebt im türkischen Adana.

## Titel und Rating
Im Juni 2009 erhielt sie den Titel Internationaler Meister der Frauen (WIM). Die Normen hierfür erzielte sie alle mit Übererfüllung: bei der 9. Europameisterschaft der Frauen 2008 in Plowdiw, beim 3. President’s Cup in Baku, der zehn Tage nach der EM begann, und bei der U20-WM der weiblichen Jugend im August 2008 in Gaziantep. Der Titel Großmeister der Frauen (WGM) wurde ihr auf dem FIDE-Kongress im Oktober 2011 unter der Bedingung verliehen, dass sie eine Elo-Zahl von mindestens 2300 erreicht. Die Normen hierfür erzielte sie durch ihre Goldmedaille bei der U18-WM 2010 sowie für ihr Ergebnis von 4,5 Punkten aus 9 Partien bei der Einzeleuropameisterschaft der Frauen 2011 in Tiflis, die als 20-Partien-Norm gewertet wurde. Die erforderliche Elo-Zahl erreichte Kazımova im Februar 2015. Zwar lag ihre veröffentlichte Elo-Zahl unter 2300, sie überschritt diese Marke jedoch während der aserbaidschanischen Frauenmeisterschaft in Baku im Januar 2015.
Mit ihrer Elo-Zahl von 2323 im Oktober 2016 lag sie auf dem vierten Platz der aserbaidschanischen Elo-Rangliste der Frauen.